# Reira Iwabuchi
Reira Iwabuchi (Japans: 岩渕 麗楽, Iwabuchi Reira) (Iwate, 14 december 2001) is een Japanse snowboardster. Ze vertegenwoordigde haar vaderland op de Olympische Winterspelen 2018 in Pyeongchang.

## Carrière
Bij haar wereldbekerdebuut, in september 2017 in Cardrona, scoorde Iwabuchi met een vierde plaats direct wereldbekerpunten. Op 10 december 2017 boekte de Japanse in Copper Mountain haar eerste wereldbekerzege. Tijdens de Olympische Winterspelen van 2018 in Pyeongchang eindigde ze als vierde op het onderdeel big air en als veertiende op het onderdeel slopestyle.
Op de FIS wereldkampioenschappen snowboarden 2019 in Park City eindigde Iwabuchi als vijfde op het onderdeel slopestyle. In het seizoen 2018/2019 won de Japanse de wereldbeker op het onderdeel big air.

## Resultaten

### Olympische Winterspelen
| Jaar | Plaats      | Resultaten                |
| ---- | ----------- | ------------------------- |
| 2018 | Pyeongchang | 4e Big air 14e Slopestyle |

### Wereldkampioenschappen
| Jaar | Plaats    | Resultaten    |
| ---- | --------- | ------------- |
| 2019 | Park City | 5e Slopestyle |

### Wereldbeker
Eindklasseringen
| Seizoen   | Algm   | SBS    | BA   |
| --------- | ------ | ------ | ---- |
| 2017/2018 | 5e     | Zilver | 9e   |
| 2018/2019 | Zilver | Zilver | Goud |

Wereldbekerzeges
| Datum            | Plaats          | Onderdeel |
| ---------------- | --------------- | --------- |
| 10 december 2017 | Copper Mountain | Big air   |
| 8 september 2018 | Cardrona        | Big air   |
| 3 november 2018  | Modena          | Big air   |
| 2 november 2019  | Modena          | Big air   |
| 21 december 2019 | Atlanta         | Big air   |